# Chūzenji-sensei Mononoke Kōgiroku
Chūzenji-sensei Mononoke Kōgiroku (中禅寺先生物怪講義録 先生が謎を解いてしまうから?), también conocida en inglés como The Mononoke Lecture Logs of Chuzenji-sensei, es una serie de manga japonesa escrita e ilustrada por Aki Shimizu. La serie comenzó a publicarse en la revista de manga shōnen de Kōdansha, Shōnen Magazine Edge, en octubre de 2019. Después de la discontinuación de la revista en octubre de 2023, la serie se transfirió al sitio web Comic Days de Kodansha en diciembre de ese mismo año. 
La serie está basada en las novelas de la serie Rozen Kreuz creadas por Natsuhiko Kyōgoku.
Una adaptación a serie de televisión anime producida por 100studio se emitió entre el 7 de abril al 23 de junio de 2025.

## Sinopsis
En Tokio, en 1948, justo después de la guerra, Kanna Kusakabe acaba de comenzar su segundo año en la escuela secundaria cuando conoce al nuevo profesor de lengua, Akihiko Chuzenji. Misteriosos sucesos sobrenaturales continúan ocurriendo alrededor de Kanna.
Una vez más, hoy Kanna abrirá las puertas de la sala de preparación de la biblioteca en busca de la ayuda del malhumorado Chuzenji-sensei, que le espera dentro. ¡Está a punto de comenzar un misterio sobrenatural en la escuela secundaria protagonizado por un dúo poco probable entre un profesor y una estudiante!

## Personajes
Kanna Kusakabe (日下部栞奈 Kusakabe Kanna?)
 Seiyū: Kaori Maeda
Akihiko Chuzenji (中禅寺秋彦 Chūzenji Akihiko?)
 Seiyū: Katsuyuki Konishi
Reijiro Enokizu (榎木津 礼二郎 Enokizu Reijirō?)
 Seiyū: Shinnosuke Tachibana
Tatsumi Sekiguchi (関口 巽 Sekiguchi Tatsumi?)
 Seiyū: Shūya Nishiji
Shutaro Kiba (木場 修太郎 Kiba Shūtarō?)
 Seiyū: Takanori Hoshino
Atsuko Chuzenji (中禅寺敦子 Chūzenji Atsuko?)
 Seiyū: Ai Furihata
Chizuko Chuzenji (中禅寺千鶴子 Chūzenji Chizuko?)
 Seiyū: Ai Kayano
Yukie (雪絵?)
 Seiyū: Kaoru Sakura
Soichiro Enokizu (中禅寺千鶴子 Enokizu Soichiro?)
 Seiyū: Mitsuru Miyamoto

## Contenido de la obra

### Manga
Chūzenji-sensei Mononoke Kōgiroku está escrita e ilustrada por Aki Shimizu y comenzó a publicarse en la revista de manga shōnen de Kōdansha, Shōnen Magazine Edge, el 17 de octubre de 2019. Después de que se publicara el último número de la revista el 17 de octubre de 2023, la serie se transfirió al sitio web Comic Days de Kodansha el 20 de diciembre de ese mismo año. La serie está basada en las novelas de la serie Rozen Kreuz creadas por Natsuhiko Kyōgoku. Sus capítulos se han recopilado en nueve volúmenes tankōbon a partir de mayo de 2024.
| Volúmenes de manga publicados | Volúmenes de manga publicados | Volúmenes de manga publicados |
| Número                        | Fecha de lanzamiento          | ISBN                          |
| ----------------------------- | ----------------------------- | ----------------------------- |
| 1                             | 17 de julio de 2020           | ISBN 978-4-06-520247-0        |
| 2                             | 17 de agosto de 2020          | ISBN 978-4-06-520514-3        |
| 3                             | 17 de marzo de 2021           | ISBN 978-4-06-522668-1        |
| 4                             | 15 de julio de 2021           | ISBN 978-4-06-524160-8        |
| 5                             | 17 de febrero de 2022         | ISBN 978-4-06-526848-3        |
| 6                             | 17 de agosto de 2022          | ISBN 978-4-06-528958-7        |
| 7                             | 17 de abril de 2023           | ISBN 978-4-06-531367-1        |
| 8                             | 17 de octubre de 2023         | ISBN 978-4-06-533359-4        |
| 9                             | 9 de mayo de 2024             | ISBN 978-4-06-535576-3        |
| 10                            | 8 de octubre de 2024          | ISBN 978-4-06-537212-8        |

### Anime
Se anunció una adaptación televisiva de anime para el 1 de octubre de 2024. La serie está producida por 100studio y dirigida por Chihiro Kumano, con guiones escritos por Atsushi Oka, personajes diseñados por Masahiko Suzuki y música compuesta por Keiichi Hirokawa y Ryūichi Takada. Cuenta con 12 episodios en total.
La serie se estrenó el 7 de abril de 2025 en TV Tokyo, así como en BS TV Tokyo y AT-X.
El tema de apertura, "She Is Now in the Labyrinth", es interpretado por HoneyWorks con Kaf, mientras que el tema de cierre, "Kimi no Shiranai Koto", es interpretado por Sizuk.